# Cobb (Wisconsin)
Cobb – wieś w Stanach Zjednoczonych, w stanie Wisconsin, w hrabstwie Iowa.